# 美野島
美野島（みのしま）は、福岡県福岡市博多区の地名。現行の行政地名は美野島一丁目から四丁目まで、全域で住居表示を施行している。面積は59.84ヘクタール。2023年3月末現在の人口は11,500人。郵便番号は812-0017。

## 概要
福岡市の都心とされる中央区天神の南東約2.5キロメートル、博多区中央部の西端に位置し、那珂川をはさんで中央区、南区と接している。北東で博多駅前及び博多駅南と、南東で竹下と、南西で那珂川を介して南区清水（）、同区大楠（）、同区那の川（）、中央区清川（）と、北西で博多区住吉（）と隣接している。地域東側にはJRの鹿児島本線及び博多南線、九州新幹線が南北に走っており、線路を挟んで博多駅南地区および竹下地区と隣接している。かつては筑肥線が走っており、当地域にも筑前簑島駅が存在したが、1983年（昭和58年）に筑肥線の博多駅 - 姪浜駅間の廃止に伴って廃駅となり、現在では当地域に鉄道駅は存在しない。
また、地域内には福岡県道555号桧原比恵線（百年橋通り）が東西に、こくてつ通りが南北に走っており、交通量は多い。南北に走る福岡県道553号東光寺竹下春吉線（美野島通り）沿いは商業地となっている。バス停は2011年現在、百年橋通り沿いに「百年橋」「美野島2丁目」が、こくてつ道路沿いに「美野島1丁目」「美野島3丁目」「パナソニック前」、県道553号沿いに「公園前」がある。
地域内は一丁目から四丁目まである。一丁目から二丁目は美野島商店街や美野島通り沿いを中心に商業が盛んな住宅地となっており、三丁目には美野島公園がある。また、四丁目にはパナソニック コネクト（旧九州松下電器本社）などの工場や倉庫が立ち並んでいる。

## 歴史

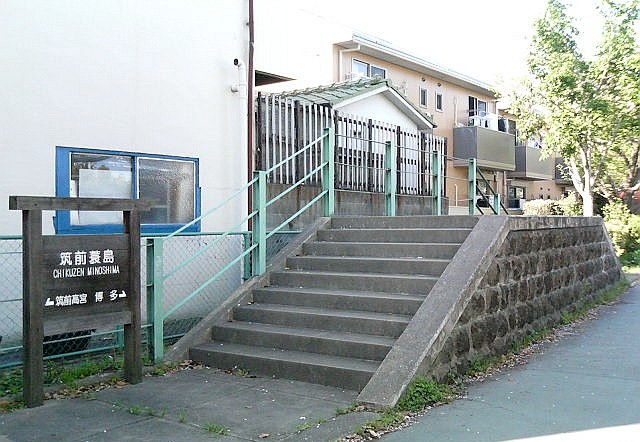
筑前簑島駅跡

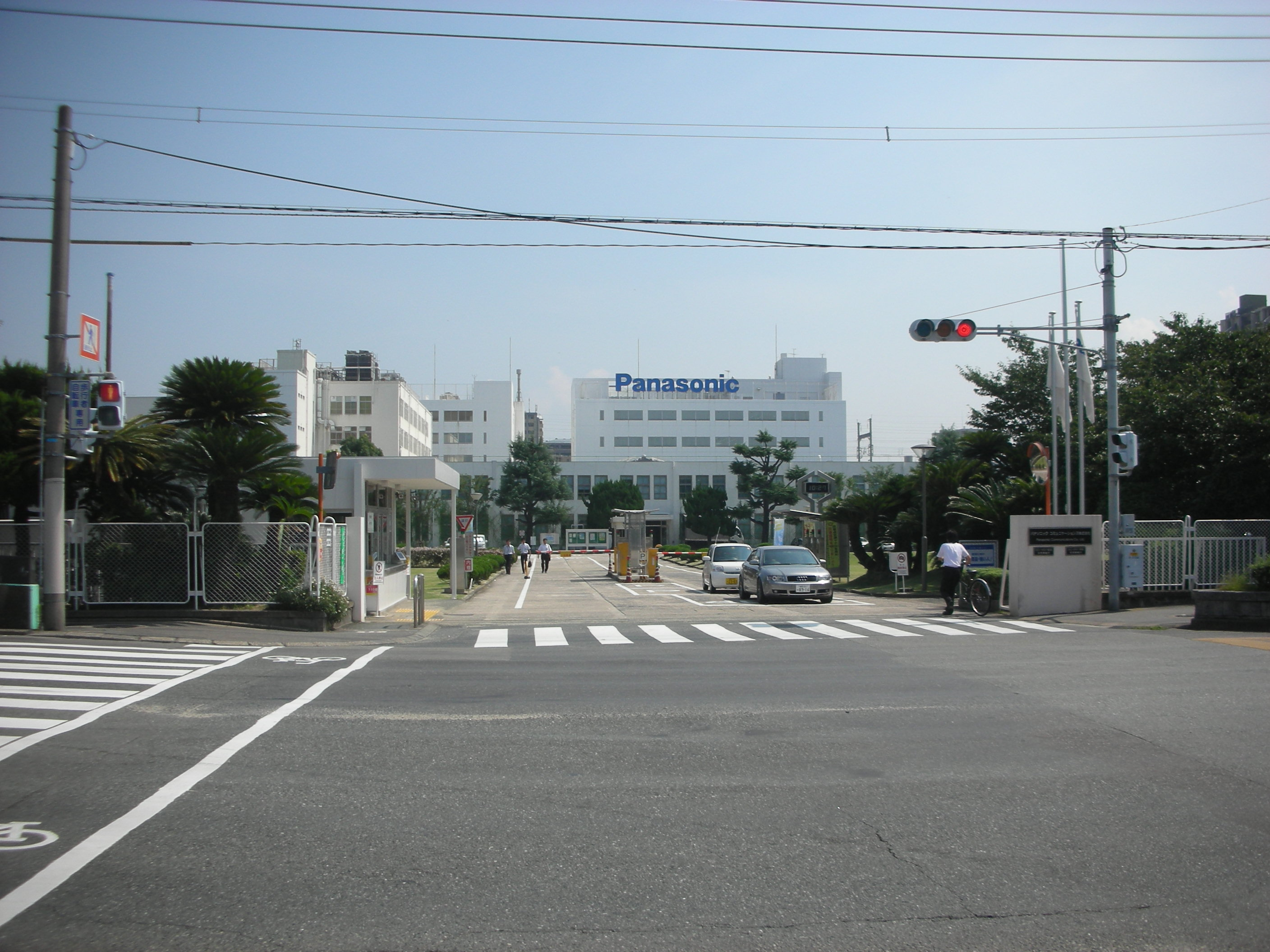
パナソニック コネクト 福岡拠点（旧九州松下電器本社→パナソニック システムソリューションズ ジャパン）

この地が初めて文献に登場するのは奈良時代のことである。元々この地は「簑島」と表記されており、当時この地は実際に那珂川の河口に浮かぶ島であったという説もある。筑前国那珂郡に属し、万葉集には「鎮懐石説話」（三韓征伐の際、神功皇后が懐に石を入れて出産を遅らせたという説話）の継承者として「那珂郡伊知郷簑島人建部牛麻呂」という人物が登場することから当時は伊知郷に属していたとみられる。ただし、和名抄には伊知郷の名はなく、詳しいことはわかっていない。
平安時代の「檜垣嫗集」には、「ふらば触れ御笠の山し近ければ簑島まではさして行きなん」という歌が登場する。この歌は作者の檜垣嫗が筑前国国府のあった御笠郡から肥後国へ帰る際に降った雨を詠んだ歌で、「御笠」の「笠」と簑島の「蓑」をかけたものである。
また、この付近には西海道の美野駅（よしののえき）が存在したと考えられている。この駅は山陽道と大宰府をつなぐ大宰府路の駅の一つで鴻臚館の付近に位置し、延喜式によると馬15匹が配備されていたという。「太宰管内志」では「みぬ」「みの」と読み、「美野駅」を当地に比定している。
江戸時代には福岡藩領として塩原触に属し、住吉村の枝郷の一つであった。当時この地は農村地帯であり、村高は「元禄国絵図」には498石余り、「天保郷帳」には637石余りとある。幕末から明治維新期には再び住吉村の一部となったが、その後も通称地名として「簑島」の名は残った。
大正時代には住吉地区の開発が進み、住吉新町、簑島本町、簑島新町といった新町が誕生して住宅、商店が増えたことで当地も都市化が進んだ。また、医科大学（現：九州大学医学部）が設置された影響で那珂川河口付近の柳町にあった遊郭が新柳町へ移設されたことから対岸に位置する当地も開発が進み、急発展を遂げた。1926年（大正15年）には北九州鉄道の福岡簑島停留場（のちの筑前簑島駅）が開業した。
昭和初年ごろには博多織、ゴム、タングステンなどの工場が次々と建設された。なかでも日本足袋（現：アサヒコーポレーション）の製靴工場は3万坪の敷地と4千人の従業員を抱える巨大なもので、通勤時間になると筑前簑島駅は工場で働く職工であふれ返ったという。その後日本ゴム（日本足袋の後身）が撤退を表明すると、地域の空洞化を危惧した福岡市などによって松下電器産業（現：パナソニックホールディングス）本社への招致活動が行われ、その結果工場は九州松下電器（現：パナソニック コネクト）に売却された。同社の社名変更や企業再編で、本社は東京に移転したが、九州松下電器からの名残で登記上の本店は現在も美野島に所在している。
当地域が「美野島」として住吉から独立したのは1969年（昭和44年）のことである。1971年（昭和46年）にはさらに清水、竹下、住吉の一部を編入した。当時の世帯数は2,283世帯であった。

### 町域の変遷
| 住居表示実施後               | 実施年月日          | 住居表示実施前（各大字の一部） |
| ---------------------------- | ------------------- | ------------------------------ |
| 美野島一丁目から美野島三丁目 | 1969年 （昭和44年） | 大字住吉                       |
| 美野島四丁目                 | 1971年 （昭和46年） | 大字住吉・大字清水・大字竹下   |

## 経済

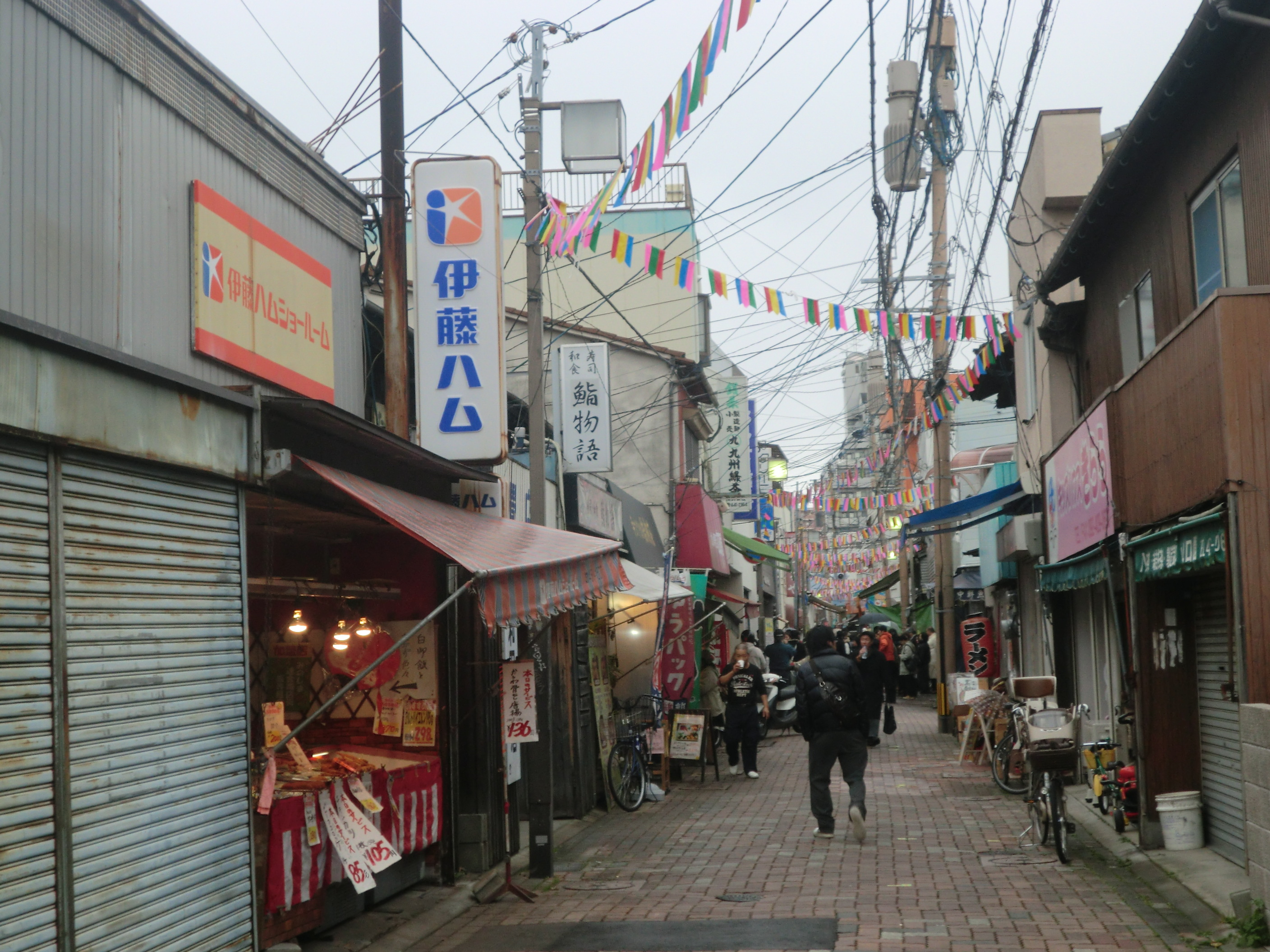
美野島商店街

店・企業
- 太田屋醤油店

## 人口
美野島の人口の推移を福岡市の住民基本台帳（公称町別）に基づき示す（単位：人）。集計時点は各年9月末現在である。
- 2001年（平成13年）：8,417
- 2002年（平成14年）：8,638
- 2003年（平成15年）：9,158
- 2004年（平成16年）：9,468
- 2005年（平成17年）：9,599
- 2006年（平成18年）：9,663
- 2007年（平成19年）：9,766
- 2008年（平成20年）：9,614
- 2009年（平成21年）：9,647
- 2010年（平成22年）：9,833
- 2011年（平成23年）：10,096
- 2012年（平成24年）：10,365
- 2013年（平成25年）：10,445
- 2014年（平成26年）：10,596
- 2015年（平成27年）：10,734
- 2016年（平成28年）：10,959
- 2017年（平成29年）：11,079
- 2018年（平成30年）：11,153
- 2019年（令和元年）：11,234
- 2020年（令和2年）：11,398
- 2021年（令和3年）：11,383
- 2022年（令和4年）：11,564

## 施設
- 美野島公園 - 鎮懐石説話について記された石碑[13]「簑島の碑」や筑前簑島駅の記念碑も設置されている[14]。1967年に造られた公園であるが近年再整備が行われ、2011年に完成した[14]。
- 美野島司牧センター - カトリック教会福岡司教区によって設置された施設[15]。駐日外国人（主にペルー人[15]）向けの宗教活動や薬物依存者のリハビリのほか、NGOによるホームレスへの支援活動の拠点となっている[15]。福岡地区の正平協事務局も当センターにある[15]。
- 光應寺
- 厳島神社
- 福岡市立美野島小学校 - 当地域唯一の学校であったが、2012年3月31日に閉校し[16]福岡市立住吉小学校と合併した[17]。さらに住吉小学校は2015年に小中連携教育校の福岡市立住吉小中学校となり、新校舎は美野島小学校跡地に設立された[17]。